# Calobatina geometra
Calobatina geometra är en tvåvingeart som först beskrevs av Robineau-desvoidy 1830.  Calobatina geometra ingår i släktet Calobatina och familjen skridflugor. Inga underarter finns listade i Catalogue of Life.